# Luguvalium

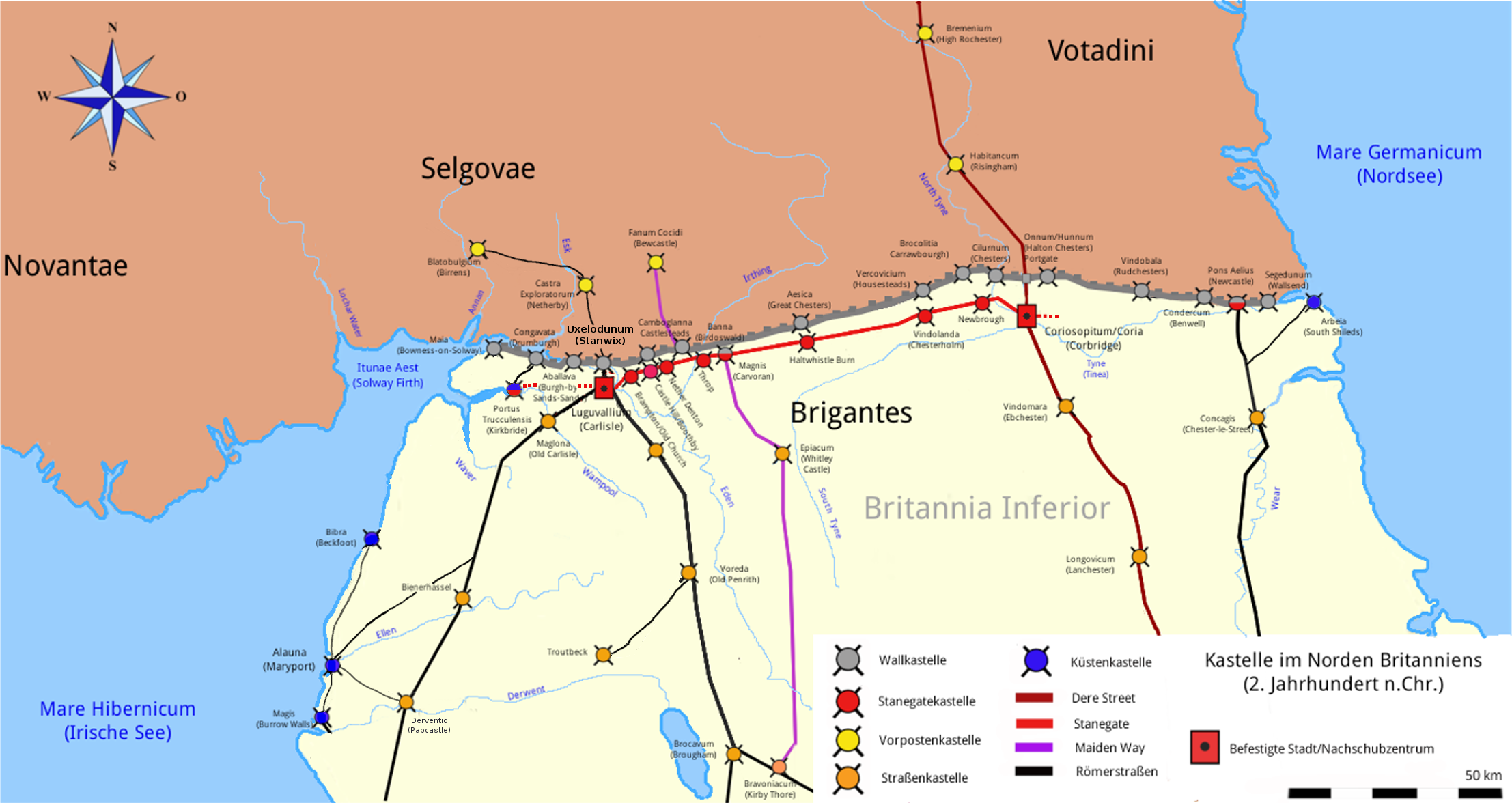
Verlauf des Stanegate und des Hadrianswalls mit Standorten der Kastelle

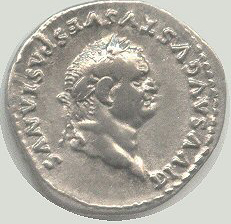
Münzportrait des Vespasian

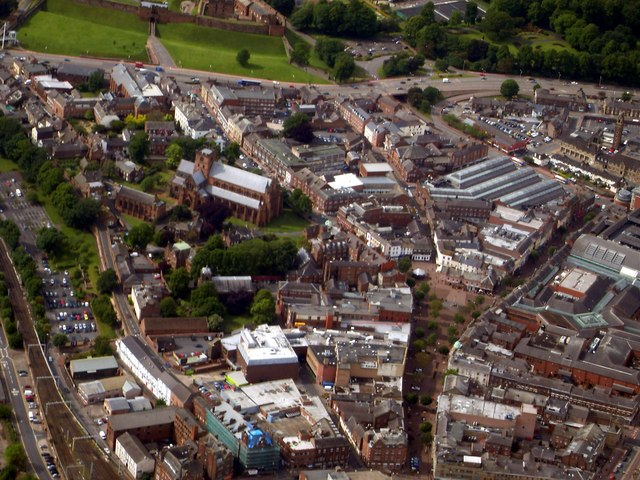
Die Altstadt aus der Vogelperspektive (2008), links oben Carlisle Castle

Luguvalium (Carvetiorum) (Aussprache [ˌluːɡuːˈvælɪəm]) war ein römisches Kastell samt zugehöriger Zivilstadt auf dem Gebiet der Stadt Carlisle in der Unitary Authority Cumberland im Nordwesten Englands.
Luguvalium wurde als Militärlager und Nachschubbasis gegründet. Römische Soldaten erbauten dort im späten 1. Jahrhundert n. Chr. ein mehrphasiges Holz-Erde-Kastell, das im späten 2. Jahrhundert durch ein Steinlager ersetzt wurde. Neben den Kastellen entwickelte sich eine größere Zivilsiedlung. Nach Errichtung des Hadrianswalls in der Mitte des 2. Jahrhunderts n. Chr. entstand im nahen Stanwix ein weiteres Kastell um eine 1.000 Mann starke Reitereinheit, die größte am Hadrianswall, aufzunehmen. Als der Großteil der Besatzungssoldaten des Nordens dorthin verlegt wurden, nahm die militärische Bedeutung Luguvaliums als Grenzfestung ab, es avancierte stattdessen – wie Coriosopitum im Osten – zum Logistikzentrum am westlichen Ende des Stanegate. Die Stadt entwickelte sich im 3. Jahrhundert zur Metropole der indigenen Volksgruppe der Carvetii. Bis zur Spätantike blieb sie, aufgrund ihrer Nähe zum Stanegate, bzw. zum Hadrianswall, sowie zur cumbrischen Küste ein regionaler Verwaltungs- und Siedlungsschwerpunkt. Seine Position als „Grenzstadt“, sowie die Besonderheiten der umgebenden verliehen ihr eine besondere Rolle als Bollwerk zur Verteidigung der römischen Britannia und später der Trennlinie zwischen zwei neuen, aufstrebenden Königreichen, England und Schottland.

## Name
Der antike Name des heutigen Carlisle hatte keltische Wurzeln und bedeutete ursprünglich wohl die „Festung des Lugus oder Luguwalos“, ein Vorname, der als „die Macht oder Stärke des Lugus“ aufgelöst wird. Wer dieser Luguvalos war, ist nicht bekannt, möglicherweise war er in der Eisenzeit ein Angehöriger der örtlichen Adelsschicht, ein anderes hochrangiges Mitglied des Carvetii-Stammes oder eine Gottheit, also theonymen Ursprungs. Letzteres ist am wahrscheinlichsten. Der Name wurde im Kymrischen weiter verwendet und dort um das Element caer („Befestigung“) erweitert.
- Luguvalium Carvetiorum (auch Luguvallo oder Luguvallio) wird erstmals im Itinerarium Antonini des 3. Jahrhunderts aufgelistet, das
- Luguvalii des 4. Jahrhunderts in der Notitia dignitatum. Die Stadt scheint auch in der Kosmographie des Geographen von Ravenna, im 7. Jahrhundert als
- Lagubalium zwischen den Einträgen für Voreda (Old Penrith, Cumbria) und Magnis (Carvoran, Northumberland) auf.[2]
- Civitas Carvetiorum könnte der Name der Zivilsiedlung gewesen sein.

Das frühmittelalterliche
- Cair Ligualid wurde in der Chronik des Nennius unter den 28 Städten Britanniens und im Llyfr Taliesin erwähnt, in dem es als
- Caer Liwelyδ (walisisch Caer Liwelydd) bezeichnet wird. Diese leiten sich wohl vom ursprünglichen britischen Namen ab und stammen somit nicht aus dem lateinischen.

Die früheste Erwähnung des Ortes in einer altenglischen Quelle ist
- Civitas Luel (ca. 1050/Beda), spätere Bezeichnungen lauten auf
- Carleol (1106),
- Karlioli und
- Cærleoil.[3]

## Lage
Seine günstige Lage in der Cumberland Plain verlieh diesen Ort schon seit vorrömischer Zeit eine hohe strategische Bedeutung. Carlisle liegt 8 km oberhalb der Gezeitengrenze, am Zusammenfluss dreier Flüsse, etwa 16 km von der heutigen Grenze zu Schottland entfernt und etwa 13 km flussaufwärts des Solway Firth. Die Hadriansmauer bei Stanwix befand sich weniger als 1 km nördlich von Carlisle. Das römische Kastell stand am nördlichen Ende einer Klippe mit Blick auf die Einmündung des Caldew in den Eden (Ituna) nördlich des heutigen Stadtzentrums. Diese war Teil eines niedrigen Hügels aus rotem Sandstein, der sich sanft ansteigend über dem Tal des Eden nach Süden erstreckt. Die Sandsteinfelsen bilden den heute von der mittelalterlichen Burg eingenommenen, etwa dreieckig geformten Steilhang. Geologisch handelt sich dabei um eine eiszeitliche Gletschermoräne, die sich über die alluvialen Schlick- und Lehmablagerungen des Eden geschoben hat. Die höchsten Geländepunkte sind zwei Kuppen, die heute von der Stadtburg und der Kathedrale St. Mary's eingenommen werden. Nördlich und westlich fällt sie steil zu Eden und Calder ab; im Osten fließt der Petteril am Kastell vorbei. Einige Kilometer weiter nördlich bildet der Meeresarm des Solway Firth die natürliche Grenze zu den schottischen Lowlands. Luguvalium stand zudem am westlichen Ende des Stanegate, der sie mit dem Handels- und Nachschubzentrum im Osten, Coriosopitum (Corbridge), verband. Diese und eine andere Fernstraße in Richtung Norden, überquerte östlich des Kastells den Eden. Der Schnittpunkt zweier Fernverkehrsrouten begünstigte die schnelle Entwicklung des anfänglichen Militärstandortes zu einer der größten Städte in Nordbritannien. Im 2. Jahrhundert zählte die Region zur Provinz Britannia inferior, ab dem 4. Jahrhundert zur Provinz Britannia secunda und ab dem späten 4. Jahrhundert – mutmaßlich – zur Provinz Valentia.
Straßenverbindungen bestanden
- in Richtung Westen nach Aballava (Burgh by Sands, Cumbria),
- in Richtung Südosten nach Barrockside und Brampton/Old Church. Eine andere Ausfallstraße nach Süden verlief entlang des Petteril zwischen Carlisle und Penrith, markiert durch die heutige A6. Neben dieser Straße wurden mehrere Signalstationen nachgewiesen, darunter ein Turm bei Wrey Hall.
- in Richtung Norden nach Uxelodunum (Stanwix, Cumbria), über den Moose zum Vorpostenkastell Castra Exploratorum (Netherby) und möglicherweise noch weiter nach Broomholm. Eine weitere Straße zweigte von dieser ab, nachdem die Lyne südlich von Netherby überquert worden war. Wahrscheinlich querte sie auch den Esk bei Burnfoot und führte weiter nach Westen zum Vorposten Blatobulgium (Birrens), dann weiter in das Gebiet um Dumfries,
- in Richtung Südwesten nach Old Carlisle (Maglona) und

über die Militärstraße (Richtung Westen) nach Grinsdale. Eine kürzlich entdeckte Römerstraße, die von Kirkbride in der Nähe der Mündung des Wampool nach Osten führte, verlief in Richtung Burgh-by-Sands und müsste ebenfalls nach Carlisle geführt haben. Es wird angenommen, dass diese Straße im frühen zweiten Jahrhundert die Erweiterung der Stanegate nach Westen bildete.

## Forschungsgeschichte
Römische Überreste in Carlisle werden von Beda Venerabilis (7. Jahrhundert), Wilhelm von Malmesbury (11. Jahrhundert), John Leland und William Camden (16. und 17. Jahrhundert) erwähnt. Trotz dieser langen Tradition der Beschäftigung mit dem römischen Carlisle sind erst in den letzten Jahren zusätzliche Informationen über die Herkunft, die Art und das Ausmaß der römischen Besiedlung im heutigen Stadtgebiet ans Tageslicht gekommen. Die Theorie, dass der vom Carlisle Castle besetzte Hügel der Standort einer römischen Festung gewesen war, wurde bereits seit Mitte des neunzehnten Jahrhunderts vertreten. Auch eine Analyse von Keramikscherben aus Carlisle deutete auf eine frühflavische Militärpräsenz. Kragenurnen aus der Bronzezeit wurden 1861 am Standort des Garlands Hospital gefunden. Während der Ausgrabungen in The Lanes östlich der Scotch Street wurde eine befestigte Straße und Pflugspuren beobachtet, von denen angenommen wird, dass sie prähistorischen Ursprungs sind und die eine landwirtschaftliche Tätigkeit zu dieser Zeit belegen. Vereinzelte Funde, darunter Pfeilspitzen mit Widerhaken, zeugen ebenfalls von vorgeschichtlichen Aktivitäten innerhalb des Gebiets um Carlisle. Der erste archäologische Beweis für ein römisches Kastell im Stadtgebiet stammt aus dem Jahr 1892. Ab dem frühen 19. Jahrhundert kam auch eine große Anzahl von Urnen und Inschriftensteinen aus dem 5. Jahrhundert zum Vorschein.
Besonders bei der Neugestaltung des Stadtzentrums im 20. und 21. Jahrhundert wurden immer wieder Teile von der Zivilstadt und dem südlichen Teil des Kastells aufgedeckt. Das temporäre Marschlager von Golden Fleece wurde auf Luftbildern entdeckt, die zwischen 1945 und 1949 aufgenommen wurden. Beim Tullie House kamen in den Jahren 1954 und 1955 (Dorothy Charlesworth) Fundamentreste einer Rasenziegel- und Holzkonstruktion zum Vorschein, die zur agricolanischen Festung gehörten. Sie wurde schließlich als Fundament des Nordwalles erkannt. Nach den Befunden zu urteilen, wurde der frühere Militärstandort zu Beginn des 2. Jahrhunderts von der Armee evakuiert – möglicherweise auf Grund der Errichtung des Wallkastells von Stanwix – und zunächst den Zivilisten überlassen. 1978 fanden weiter nördlich Ausgrabungen der Carlisle Archaeological Unit in der Annetwell Street statt. Dabei kam das – in einen schon 1973 entdeckten Holz-Erde-Wall eingelassene – Südtor des Kastell II zum Vorschein. Zu den Funden in der Annetwell Street zählen auch die Reste von hölzernen Schreibtafeln, vergleichbar der von Vindolanda, ein Fragment eines unbeschrifteten Altars aus rotem Sandstein, ein Relieffragment aus dem gleichen Material, sowie zwei Statuenköpfe mit Mauerkronen, interpretiert als Schutzgeister (Genii).
Mitte der 1970er Jahre beschloss der Stadtrat von Carlisle die Sanierung der Altstadtgassen (the Lanes), eines dicht bebauten Gebiets in der nordöstlichen Ecke des historischen Stadtkerns. Die früheren archäologischen Grabungen hatten Spuren von komplexen römischen und mittelalterlichen Fundschichten in diesem Teil der Stadt bestätigt, von denen die meisten durch die moderne Überbauung zerstört würden. Zwischen 1978 und 1982 wurden daher weitere archäologische Untersuchungen sowie diesbezügliche Analysen und die Veröffentlichung der Projektergebnisse durchgeführt (Stadtrat von Carlisle, Historic England, Manpower Services Commission, Marc Fitch Fund und Society of Antiquaries of London). Bis zum heutigen Tag stellt dieses Projekt eines der größten und bedeutendsten städtebaulichen und archäologischen Projekte dar, die in Nordengland durchgeführt wurden. Die Ergebnisse dieser Untersuchungen wurden im Jahr 2000 veröffentlicht. Bewiesen werden konnte die frühe römische Besiedlung der nördlichen Gassen durch den Fund des Militärlagers und einiger großer Holzgebäude, möglicherweise Mansiones. Auch die Ausweitung der Zivilsiedlung in diesem Bereich in der Mitte des späten zweiten Jahrhunderts n. Chr., konnte anhand des Auftretens eines bestimmten Musters von Baugrundstücken nachgewiesen werden. Die gute Konservierung von wasserdurchtränkten organischen Materialien war ein herausragendes Merkmal der frühen römischen Straten, die eine Fülle von Umweltinformationen und viele Artefakte aus Holz und Leder lieferten. Weitere Untersuchungen im Westen der Stadt erbrachten Hinweise auf eine intensive Nutzung des Areals durch die römische Zivilbevölkerung, die bis ins Frühmittelalter anhielt. Es ist weiterhin wahrscheinlich, dass sich die Siedlungstätigkeit der flavischen Epoche auf den westlichen und höher gelegenen Teil des heutigen Stadtzentrums beschränkte. Ausgrabungen in der Nähe der Stadtburg haben Teile der südlichen und westlichen Verteidigungsanlagen des Kastells zu Tage gebracht. Begrenzte Ausgrabungen in der Abbey Street und der Castle Street legten Reste der Verteidigungswälle des Steinkastells, etwas südlich der früheren Umwehrung, frei. Über die Jahre wurden auch immer wieder Überreste der römischen Zivilstadt beobachtet, darunter mit Hypokausten beheizbare Räume, vermutlich Badeanlagen. Im Osten, Süden und Westen des Stadtareals wurden entlang der Hauptstraßen Gräberfelder aufgedeckt.
Auch das Millennium Projekt der Stadt Carlisle zwischen 1998 und 2001, hat das Verständnis für die Vorgänge um die Entwicklung der römischen Festung erheblich erweitert. Die Grabungen (Carlisle Archaeology Ltd. und University of Bradford) konzentrierten sich auf den südlichen Teil des Kastellareals, einschließlich der mutmaßlichen Praetentura und einer kleinen Fläche der Latera Praetorii. Es wurden mehr als 100.000 Einzelfunde geborgen. Insgesamt wurden fünf Grabungszonen vor dem Bau der Fußgängerbrücke über den Castle Way (Irish Gate), der Millennium Gallery und der Unterführung untersucht. Es war die größte archäologische Ausgrabung in Carlisle seit Beginn des 19. Jahrhunderts.
Ein römisches Gräberfeld voller „außergewöhnlicher“ Einäscherungsurnen aus dem späten 1. und frühen 2. Jahrhundert, der in mehrere Gräberfelder unterteilt und später als Werkstättengelände genutzt wurde, wurde von Archäologen 2015 am Botchergate (Parkplatz William Street) entdeckt. Eine vollständig erhaltene Kupfernadel, möglicherweise römischen Ursprungs, konnte in der Paternoster Row geborgen werden. Nur ihre Spitze war leicht verbogen.
Heutzutage sind nur noch wenige römische Überreste an Ort und Stelle zu sehen. Viele der in Carlisle geborgenen Funde werden im Tullie House Museum ausgestellt, das eine Abteilung der öffentlichen Bibliothek und Kunstgalerie der Stadt ist. Zu den Exponaten zählen Funde aus dem Alltagsleben im römischen Britannien, wie z. B. Werkzeuge, Schmuckornamente, Schuhe, Glas und Töpferwaren. Es verfügt über die größte Fundsammlung am westlichen Ende der Hadriansmauer und ergänzt die Sammlung in Museum von Newcastle in der östlichen Hälfte der Wallzone.

## Inschriften
In Carlisle konnten bislang vierundzwanzig römische Inschriften geborgen werden. Es handelt sich dabei um vierzehn Altäre und Votivsteine, neun Grabsteine und Begräbnisinschriften sowie einem Altartext, gefunden 1899, der nur aus den drei Buchstaben LEC (Legion) besteht. Die bevorzugte Gottheit für einen Militärstandort ist naturgemäß der Kriegsgott Mars, dem drei Altäre gewidmet wurden, die alle aber auch mit anderen Gottheiten geteilt werden. Es gibt ansonsten noch zwei Widmungen an die Genii (Schutzgeister) und zwei Altarsteine an unbekannte Gottheiten. Zwei Weiheinschriften sind den keltisch-römischen Gottheiten Mars Barrex und Mars Ocelus (datiert 227–235) gewidmet. Eine Weihinschrift für Mars Victor will William of Malmesbury im 11. Jahrhundert an einem „überwölbten Gebäude“ gesehen haben. Vielleicht die Ruine eines römischen Tempels. Darüber hinaus wurden Inschriften gefunden, die einem der Begleiter des Mithras, Cautes indicates (und für Luguvalium ein Mithräum annehmen lassen), dem Herkules (datiert: 180–192 n. Chr.), den Matronen (Sockelinschrift), dem Gott des Handels Merkur, den Schicksalsgöttinnen (Altar) und ein weiterer Altarstein, der dem römischen Götterpantheon (datiert 213–222) gewidmet war. Ein römischer Meilenstein (datiert 286–307) wurde an der Penrith Road bei Harraby Bridge/Gallows Hill, südlich von Carlisle, entdeckt. Auf ihm waren zu unterschiedlichen Zeitperioden drei Inschriften eingemeißelt worden; Der ursprüngliche Text war geglättet worden, um einer Widmung zu Ehren des britischen Usurpators Carausius Platz zu machen. Der Stein wurde nach seiner Ermordung und der Wiedereroberung der Insel durch den Cäsar des Westens umgedreht und neu beschriftet worden, diesmal zu Ehren von Constantius I.

## Schreibtafeln
Bei den Grabungen am Tullie House, in der Castle-, Annetwell- und Abbey Street kamen in den 1970er Jahren 150 hölzerne Schreibtafeln (von derselben Machart wie die in Vindolanda) aus dem späten 1. und frühen 2. Jahrhundert n. Chr. ans Tageslicht. Die Buchstaben waren entweder mit Tinte geschrieben oder einem Stilus eingeritzt worden. Nur in Vindolanda und Carlisle wurden solche Tafeln gefunden. Die Texte der mit Tinte beschriebenen Exemplare enthalten eine Mischung aus Aufstellungen und Buchstabenfolgen, auf dem Stilustyp konnten nur Adressen ausgelesen werden. Die Mehrheit von ihnen wurden in den Fundschichten der Holz-Erde-Kastelle I und II geborgen. Sie zählen zu den frühesten römischen Schriftzeugnissen, die in Britannien gefunden wurden. Die meisten Tafeln wurden aus Mülldeponien und Schuttablagerungen zerstörter Gebäude geborgen. Auch ihr stark fragmentierter Zustand lässt darauf schließen, dass sie für längere Zeit dort der Witterung ausgesetzt waren und dabei erheblich beschädigt wurden. Die Texte haben vermutlich hauptsächlich den tgl. Dienstbetrieb der im Kastell stationierten Einheit zum Inhalt. Die meisten sind aber zu schlecht erhalten, um sie zu entschlüsseln. Der am besten erhaltene Text bezieht sich eindeutig auf rein militärische Angelegenheiten. Es ist nicht verwunderlich, dass diese Tafeln hauptsächlich in Militärlagern und Städten wie Londinium verbreitet sind, denn an solchen Orten ist von einer stärkeren Alphabetisierung auszugehen. Allerdings belegt ihre weitere Verbreitung auch den Schriftgebrauch im ländlichen Bereich, und zwar umfassender als man dies bis dahin in der Forschung vermutet hatte.

## Entwicklung

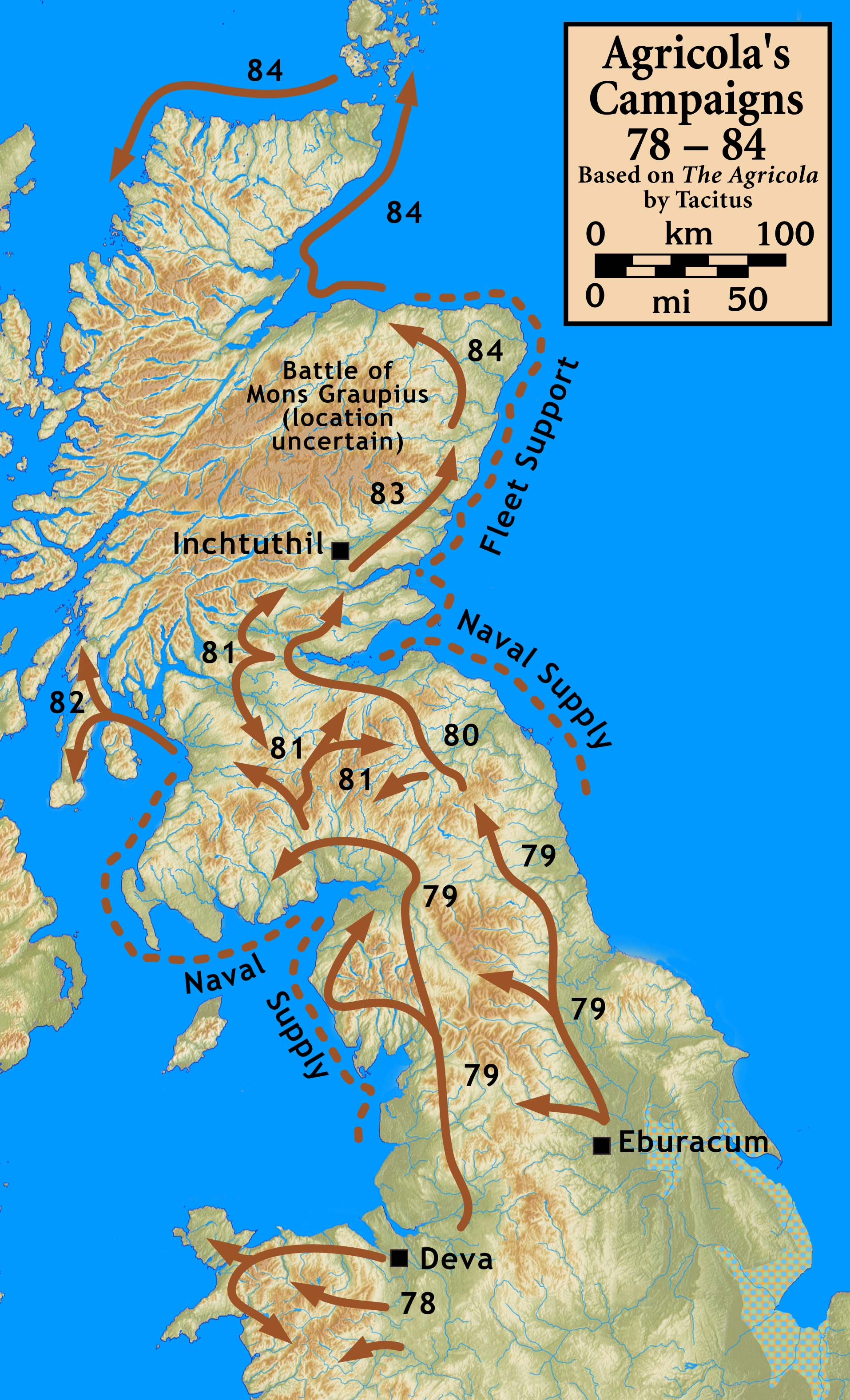
Die Caledonienfeldzüge des Agricola, 78-84

Die Höhen von Carlisle sind von den fruchtbaren Solway-Planes umgeben, ein Gebiet, das schon immer dicht besiedelt war und durch eine relativ große Anzahl von prähistorischen Siedlungen gekennzeichnet ist. Viele von ihnen stammen offenbar aus der Eisenzeit, deren Bewohner die fruchtbaren Böden bebauten. Es gibt aber auch Hinweise auf noch frühere Siedlungsaktivitäten (Bronzezeit). Bei Grabungen in der Annetwell Street wurden Überreste einer bäuerlich geprägten eisenzeitlichen Siedlung (Rundhütten) beobachtet. Die Anhöhe, auf dem die Altstadt von Carlisle steht, war wohl ebenfalls in dieser Epoche befestigt worden, obwohl es keine archäologischen Beweise dafür gibt. Das Land um Carlisle gehörte zum Siedlungsgebiet der keltobritischen Carvetii. Vor Ankunft der Römer scheint Clifton Dykes der Hauptort dieses Stammes, der hauptsächlich in Cumbria und im Norden von Lancashire lebte, gewesen zu sein. Was über die frührömische Geschichte von Carlisle bekannt ist, leitet sich hauptsächlich aus archäologischen Funden und den Schriften des römischen Historikers Tacitus ab. Laut den Angaben von Boethius und John Fordun zählte Luguvalion vor der Ankunft der Römer zu den mächtigsten keltobritischen Städten. In der Regierungszeit des Nero soll es jedoch niedergebrannt worden sein.

### 1. Jahrhundert n.Chr.
Die Römer rückten im späten 1. Jahrhundert n. Chr. bis ins heutige Grenzgebiet zwischen England und Schottland vor. Hier konzentrierten sich zur Zeit ihrer Herrschaft über Britannien der Großteil ihrer Besatzungstruppen. Auch die Sicherung der Grenze durch eine dichte Kette von Kastellen, wie etwa Vindolanda sowie durch Heerstraßen wie den Stanegate, der sie untereinander verband, begann im späten 1. Jahrhundert, nachdem die Römer einen Teil ihrer Eroberungen in Schottland (Gask Ridge) wieder aufgegeben hatten. Nach Ausbruch von Feindseligkeiten mit den nordbritischen Stamm der Briganten unter Venutius beschloss Kaiser Vespasian (69 - 79) auch deren Territorium zu besetzen. Er hatte schon während der claudischen Invasion (43) als Legionslegat in Britannien gedient. Der damalige Statthalter, Quintus Petillius Cerialis, wurde im Jahr 71 n. Chr. daher mit einer Strafexpedition beauftragt. Die Legio VIIII Hispana aus Lincoln und die Legio XX Valeria Victrix aus Wroxeter marschierten in das Stammesgebiet der Briganten ein. Beide Legionen wurden dabei auch von Hilfstruppen unterstützt. Cerealis befehligte die Legio VIIII, marschierte mit ihr die Ostküste hinauf, zunächst bis Eboracum (York) und dann weiter nach Uxelodunum (Stanwix), damals ein wichtiges brigantisches Oppidum, während die Legio XX der Westküste entlang nach Luguvalion zog, um die Briganten in die Zange zu nehmen. Mit seiner günstigen Lage am Eden war es auch für flachgehende Schiffe der Classis Britannica erreichbar, so dass die Landstreitkräfte rasch und ausreichend versorgt werden konnte. Vermutlich stand dort auch die Residenz des Venutius. Nach blutigen Kämpfen wurden die Briganten im Jahr 73 n. Chr. geschlagen und die Römer errichteten im späten 1. Jahrhundert n. Chr. am Standort des späteren Carlisle Castle ihr erstes Holz-Erde-Kastell. Luguvalium war aber wohl nur kurz als Militärstützpunkt genutzt worden. Um die Feldzüge des Gnaeus Iulius Agricola in Caledonien zu unterstützen, wurde es um 78 n. Chr. von der Legio XX erneut besetzt. Die weiter anhaltenden Unruhen führten dazu, dass das Territorium der Briganten 79 von Rom annektiert wurde. Die Besatzung von Luguvalium sollte wohl auch den strategisch wichtigen Übergang am Eden sichern. Man hatte lange angenommen, dass es während des Feldzugs des Agricola als Basis der Legio XX für ihre Operationen im Südwesten Schottlands fungierte, aber es ist wohl so, dass es während des Rückzugs aus den Lowlands, 87, als einer der Sammelpunkte für die zurückkehrenden Truppen diente.

### 2. bis 3. Jahrhundert n.Chr.
122 ließ Kaiser Hadrian (117–138) den nach ihm benannten Grenzwall errichten. Die Mauer verlief nördlich von Carlisle durch Stanwix (heute ein Vorort von Carlisle). Das Lager in Carlisle wurde jedoch, wie einige andere Kastelle am Stanegate, nach Fertigstellung der Hadriansmauer nicht aufgegeben, sondern war nun eine Militärbasis der rückwärtigen Linie. Nach dem Abriss des Holz-Erde-Kastell I im frühen 2. Jahrhundert wurde ein zweites Holz-Erde-Kastell – mit denselben Abmessungen und Grundriss – an der gleichen Stelle errichtet, möglicherweise als Folge der Wiederbesetzung Südschottlands unter Kaiser Antoninus Pius (138–161). Die Garnison dürfte danach immer weiter verringert worden sein, bis das Holz-Erde-Kastell II (noch während der Antoninischen Zeit) zerstört und aufgegeben wurde. Britannien wurde, wie die meisten Provinzen, unterhalb der Provinzialadministration des Statthalters für gewöhnlich von den civitates aus administriert. Daneben gab es noch die Grenzregionen, die vom Militär verwaltet und überwacht wurden. Einer Textpassage auf einer der Vindolanda-Tafeln kann man entnehmen, dass in Luguvalium auch ein Annus Equester, um 103, stationiert war. Ein weiterer Beweis dafür, dass sich der Stanegate zumindest bis dorthin erstreckte. Im späten 2. Jahrhundert wurde das Holz-Erde-Kastell durch ein Steinkastell, mutmaßlich erbaut von der Legio XX, ersetzt. Zur Zeit des Septimius Severus (193-211) könnte der Zivilsiedlung das Stadtrecht zweiter Ordnung (municipium) zuerkannt worden sein. Unter seiner Herrschaft wurde die nördliche Grenzregion umfassend und neu organisiert. 1993 fand man zudem in Brougham Castle (Brocavum) einen Meilenstein, auf dem die Civitas Carvetiorum angegeben ist. Er stammt aus der Regierungszeit eines seiner Nachfolger, Severus Alexander (222–235), der Titulatur nach zu schließen war er zwischen den Jahren 222 – 223 aufgestellt worden. Demnach muss Luguvalium schon einige Zeit davor zur Stadt erhoben worden sein. Während der Regierungszeit des Diokletian (284–305), um 296 n. Chr., wurden die zwei Provinzen Britanniens erneut geteilt. Die Militärverwaltung der neu eingerichteten Britannia inferior wurde einem Legatus mit Sitz in Eboracum anvertraut, er hatte damit auch das Kommando über die einzige Legion im Norden inne. Die zivile Administration oblag hingegen einen Prokurator, der aber auch über Hilfstruppenkontingente verfügen konnte und wahrscheinlich in Luguvalium residierte.

### 4. bis 5. Jahrhundert n.Chr.
Im 4. Jahrhundert avancierte Luguvalium vermutlich auch zur Provinzhauptstadt der Valentia. Das Steinkastell war zumindest bis in das letzte Drittel des 4. Jahrhunderts in Gebrauch der regulären Armee. Die militärische Besetzung der Stadt dauerte laut Notitia dignitatum aber noch bis ins späte 4. oder frühe 5. Jahrhundert an. In Carlisle gefundene – spätrömische – Münzen lassen vermuten, dass Münzgeld bis zur Regierungszeit von Valentinian II. (375 bis 392) dort in Verwendung war. Ebenso riss die romano-britische Besiedlung nicht schon unmittelbar nach dem Abzug der römischen Verwaltung und Feldarmee um 410 ab. Die archäologischen Befunde legen jedoch nahe, dass die Zivilstadt schon im vierten Jahrhundert zu verfallen begann. In der zweiten Hälfte des fünften Jahrhunderts wandelten sich die Kommandeure der Limitanei und Milizen in Nordbritannien zu lokalen Kriegsherren, erkannten aber formell wohl noch die Superiorität des Coelius (Coel Hen) an, wahrscheinlich der letzte offizielle Dux Britanniarum, der in Eboracum (York) residierte. Der Militärsprengel der Nordgrenze spaltete sich zunächst als autonomes Königreich Ebrauc vom Rest Britanniens ab. Die ehemaligen Limitaneioffiziere – oder ihre Nachkommen – gründeten aber bald ihre eigenen Dynastien. Ebrauc zerfiel durch Erbteilung in unabhängige Kleinkönigreiche, wie Bernica, Caer Guendoleu, Dunoting, Elmet, Rheged und die Pennines. Das Kastell von Luguvalium könnte in dieser Zeit, dem sog. „Dunklen Zeitalter“, von der Zivilbevölkerung evtl. noch als Oppidum genutzt worden zu sein.

### Poströmische Zeit
Das Schicksal der Stadt unmittelbar nach Auflösung des weströmischen Staates (475-480) ist größtenteils ungewiss. Die Infrastruktur verfiel wohl zunehmend und ihre Steingebäude wurden zur Gewinnung von Baumaterial abgetragen, ein Prozess, der wahrscheinlich schon im 4. Jahrhundert einsetzte und bis ins 10. Jahrhundert andauern sollte. Das frühmittelalterliche Caer-Ligualid dürfte dennoch seine Stellung als regionales Verwaltungs- und Handelszentrum im „dunklen Zeitalter“ beibehalten haben. Es wird u. a. mit dem in der Historia Brittonum erwähnten König Urien aus dem 6. Jahrhundert in Zusammenhang gebracht. Sowohl die Archäologie als auch die diesbezüglichen historischen Quellen weisen an diesem Ort auf die Existenz einer stadtähnlichen Siedlung in dieser Zeit hin.
Carlisle wurde in der früheren Forschung noch als Residenz des keltobritischen Königreichs von Rheged angesehen. Neue Ausgrabungen am Trusty's Hill Fort (Gatehouse of Fleet) verweisen darauf, dass sein Zentrum wohl dort gelegen hat. Rheged geriet schließlich unter northumbrische Herrschaft, nachdem Rieinmellt, eine Tochter Rhoedd ap Rhuns, wahrscheinlich noch vor 638 Oswiu, den König von Northumbria, geheiratet hatte. 685 hielt sich Bischof Cuthbert von Lindisfarne in Lugubalium auf, um dort die Königin Northumbrias im Kloster ihrer Schwester aufzusuchen. Der Chronist Beda Venerabilis erwähnt in diesem Zusammenhang auch einen Königshof, die hohen Steinmauern („..illis murum civitatis..“) – vermutlich die Stadt- und nicht die Kastellmauer – einen eindrucksvollen Brunnen, der wohl von dem noch funktionstüchtigen römischen Aquädukt gespeist wurde und einen Verwaltungsbeamten. Im gleichen Jahr wurden das umliegende Land und seine Bewohner in einem Radius von 15 Meilen den Kirchengütern des Cuthbert zuerkannt. Sein Besuch impliziert, dass es gegen Ende des 7. Jahrhunderts noch eine von einer Mauer geschütztes Gemeinwesen mit funktionierender Infrastruktur und rudimentärer Verwaltung nach römischem Vorbild gab. Die Ausgrabungen haben diese Überlieferung des Bede zwar bisher nicht gestützt, aber auch keine Anzeichen einer Stadt im völligen Niedergang erbracht. Diese Befunde lassen jedoch immer noch eine große zeitliche Lücke zwischen dem frühen fünften Jahrhundert und dem Aufenthalt von Cuthbert offen.
Für den Rest des ersten Jahrtausends blieb Caer-luel aber offenbar weiterhin eine wichtige Grenzfestung und war ein ständiger Zankapfel zwischen dem britischen Königreich Strathclyde und dem anglischen Northumbria. Es ist weiterhin bekannt, dass sie am Ende des 9. Jahrhunderts die Residenz eines Bischofs, Eadred Lulisc, war und somit auch die Landnahme der Angeln, sowie die Grenzstreitigkeiten weitgehend unbeschadet überstanden haben dürfte. Die Kirche hatte wohl auch hier, wie in vielen anderen Teilen des im 5. Jahrhundert untergegangenen Weströmischen Reiches, die Voraussetzungen gebildet, über die eine nur oberflächlich romanisierte Gesellschaft noch eine Zeitlang aufrechterhalten und schließlich in eine angelsächsische bzw. englische Kulturgemeinschaft transformiert wurde. Die Stadt wird sogar von einigen als die ursprüngliche Heimat des irischen Nationalheiligen St. Patrick angesehen. Um 876 dürfte sie aber vom sog. „mycel heathen here“ der Dänen gestürmt und verwüstet worden sein, das letzte historisch bedeutende Ereignis vor Beginn der normannischen Herrschaft. Die Nordmänner hielten Carleol bis ins 10. Jahrhundert, dann eroberten es die Angelsachsen wieder zurück.
Herzog Wilhelm von der Normandie besetzte im Jahr 1066 England. Zur Zeit der normannischen Invasion gehörte Carlisle zur Grafschaft Northumbria, dass sich nach wie vor in ständigen Grenzstreitigkeiten mit Schottland befand. Im späten 11. Jahrhundert kontrollierte Dolfin, der jüngste Sohn des Gospatric, Earl of Northumbria, ein Vasall des schottischen Königs, Carlisle. Im Jahr 1092 ließ König Wilhelm II. Rufus laut der Angelsächsischen Chronik Carlisle stürmen und vertrieb Dolfin aus der Stadt. Er gründete die erste Stadtburg, die wahrscheinlich noch ein einfacher Holzbau, umgeben von einem Ringwall aus Erde, war (Motte). Zur Sicherung der Stadt wurde ein neuer Erdwall aufgeworfen, der weitgehend der Linie der römischen Stadtmauer folgte und von drei Toren (Osten: Scotch Gate oder Rickergate, Westen: Irish Gate oder Caldew Gate, Süden: Englisch oder Botcher Gate) durchbrochen war. 1122 ließ Heinrich I. auf dem Areal des ehemaligen römischen Lagers Carlisle Castle in Stein neu errichten. Der Wiederaufbau der Stadtmauer in Stein folgte ab 1130.

## Kastelle

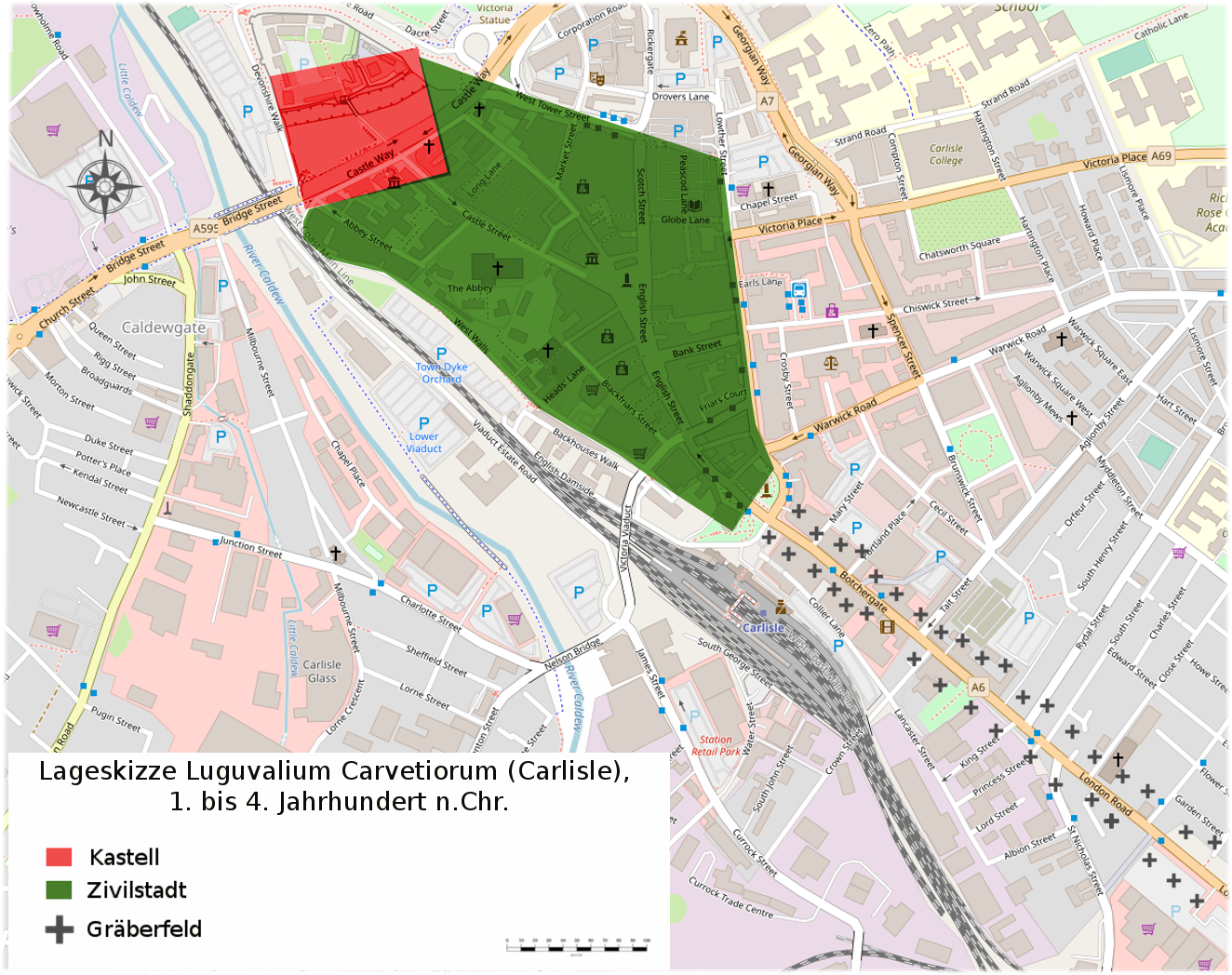
Lageskizze Stadt- und Kastellareal

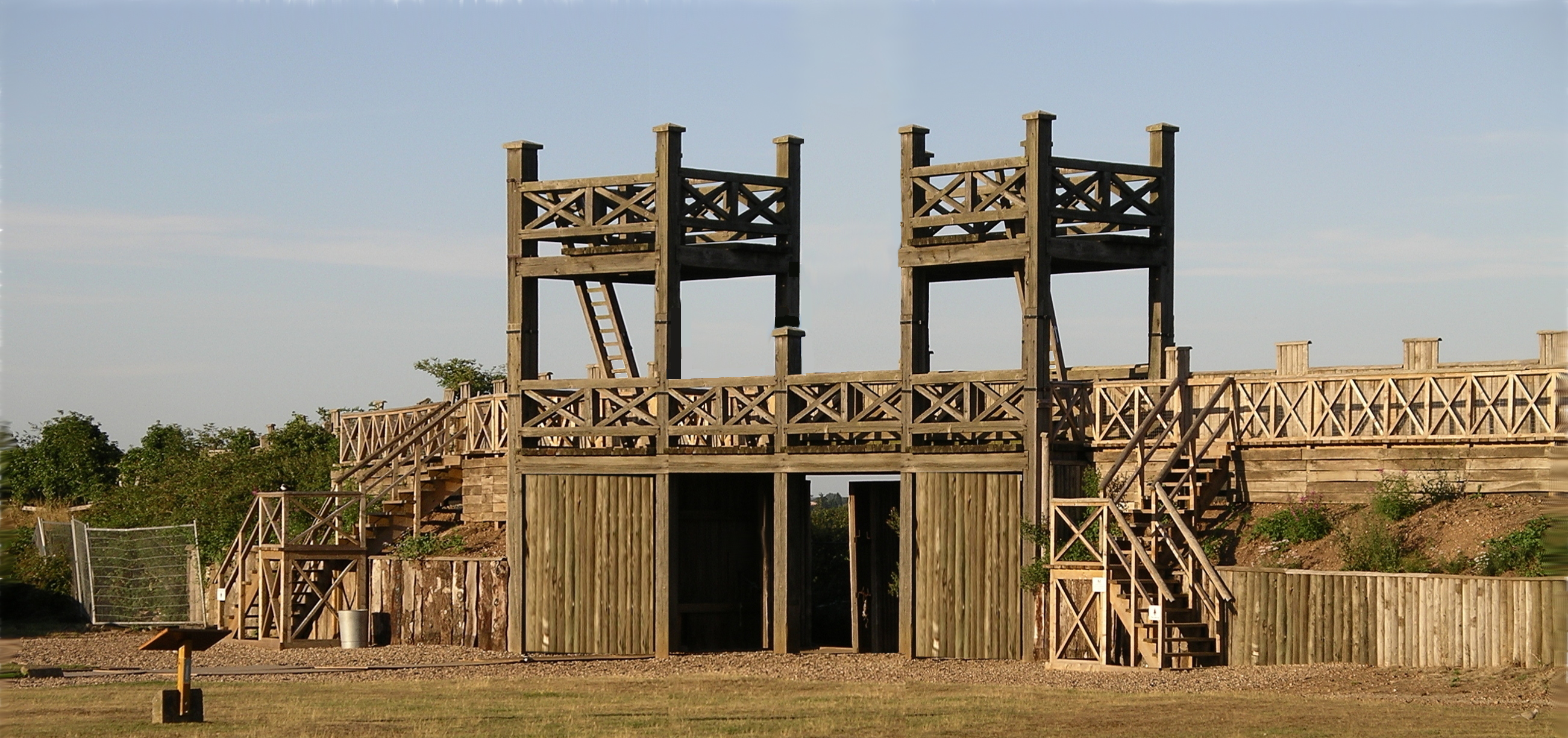
Rekonstruktion/Fotomontage des Haupttors eines Holz-Erde-Kastells mit zwei Durchfahrten aus dem 1. Jahrhundert n.Chr. (Lunt bei Baginton), so ähnlich könnte das Südtor von Kastell II ausgesehen haben

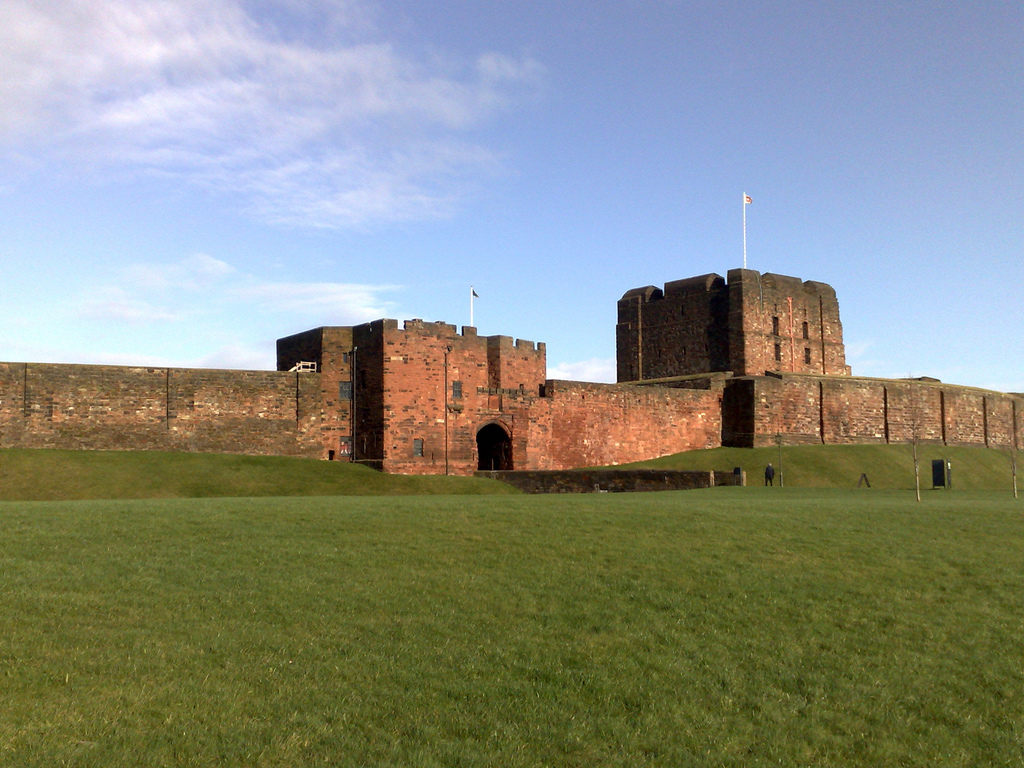
Südtor der normannischen Festung Carlisle Castle

Die genaue Position der römischen Festung blieb bis zu den Ausgrabungen in der Annetwell Street von 1973 bis 1984 unklar. Die Ausgrabungen haben gezeigt, dass das mehrphasige Kastell von Luguvalium, welches zwischen der Stadtburg und dem Tullie House stand, vom 1. bis mindestens Ende des 4. Jahrhunderts n. Chr. in Verwendung stand. Es war wesentlich älter als die Stanegategrenze und wurde zwischen 103 und 105 in diese integriert. Ungefähr alle zehn Jahre wurden die Verteidigungsanlagen erneuert, wobei – vermutlich – jedes Mal die Besatzungstruppe abgelöst und durch eine andere Einheit ersetzt wurde. Der nordöstliche Sektor seines Areals liegt heute unter der Stadtburg. Die Fundamente des Kastell III, die Südostecke und Abschnitte der östlichen und südlichen Kastellmauer, sind nur zwischen der Stadtburg und der A595 (Castle Way Road) zwar noch vollständig erhalten geblieben aber nicht sichtbar. Sie wurden jüngst unter Verwendung modernster Techniken untersucht. Dies ermöglichte es den Archäologen die unterschiedlichen Bauphasen des Kastells zu bestimmen, deren Größe und Grundrisse anscheinend alle gleich oder zumindest ähnlich ausgerichtet waren. Ausgrabungen in der Annetwell Street legten die Reste eines Walls aus Rasenziegel, Erde und Holz frei. Bei Ausgrabungen an der Millennium-Side, innerhalb des Kastells, rundeten etwas das Bild über die innere Anordnung der Gebäude und die Lage des Hauptgebäudes ab. Die tatsächlichen Abmessungen der Festungen können nicht mehr überprüft werden. Die örtliche Topographie lässt annehmen, dass sie alle eine Fläche von etwa 3 Hektar einnahmen.
Bislang konnten drei Bauphasen nachgewiesen werden:

### Kastell I
Das flavische Holz-Erde-Kastell hatte den, für diese Zeit typischen, spielkartenförmigen Grundriss (Achsenausrichtung von NW nach SO). Es war eindeutig präagricolanisch, dies konnte mittels dendrochronologischer Datierung des Bauholzes zweifelsfrei bewiesen werden, seine südlichen Verteidigungsanlagen wurden demnach während der Jahre 72–73 n. Chr. – im Herbst oder Winter – errichtet und später wieder aufgegeben. Münzfunde deuten darauf hin, dass die Festung während der Feldzüge des Agricola, zwischen 78 und 79 n. Chr., erneut besetzt wurde. Die Innenbebauung bestand aus mehrphasigen Holzgebäuden. Die weiteren dendrochronologische Ergebnisse weisen darauf hin, dass einige zwischen 83 und 84 n. Chr. – wieder im Herbst oder Winter – renoviert bzw. umgebaut wurden. Es ist wahrscheinlich, dass zu dieser Zeit das Oberkommando entschied, sich dauerhaft in Luguvalium einzurichten und deshalb für den Umbau des Kastells Eichenholz aus weiter entfernten Gebieten, anstelle der lokal leichter verfügbaren Erle, verwendete. Gefunden wurden die Überreste des Lagerhauptquartiers (principia), des Kommandantenhauses (praetorium) und von zwei Kasernen (contubernium), im Süden des Kastells gelegen. Der Innenbereich wurde während der Nutzungsphase dieses Lagers anscheinend mehrmals verändert. Kastell I wurde zwischen 103 und 105 n. Chr. abgetragen und sein Areal planiert.

### Kastell II
Die Verteidigungsanlagen des trajanischen Holz-Erde-Kastells waren im frühen zweiten Jahrhundert offensichtlich weiter nach Süden verlegt worden. Dies könnte durch eine Vergrößerung der umwehrten Fläche verursacht worden sein. Holzbauten wurden auch weiter im Südosten beobachtet, sie waren wahrscheinlich ebenfalls vom Militär genutzt worden. Unter der Herrschaft des Hadrian kam es zu einer Ablösung der bisherigen Garnison und einer damit verbundenen, umfassenden Neugestaltung oder Renovierung der Innengebäude. Der Wechsel der Besatzungstruppe ist aller Wahrscheinlichkeit nach auf die Fertigstellung des Wallkastells von Uxelodunum (Stanwix) zurückzuführen. Es wurde aber in den 120er Jahren nicht vollständig aufgegeben, sondern bis zum Beginn der Antoninischen Zeit weiter genutzt. Die dortigen Aktivitäten zu dieser Zeit sind schwierig nachzuvollziehen, es ist jedoch wahrscheinlich, dass es nicht ausschließlich vom Militär belegt war. Es wurde wohl erst in Folge der Wiederbesetzung von Südschottland in den 140er Jahren abgerissen. Das einzige näher untersuchte Tor, das Südtor, verfügte über zwei Durchfahrten, flankiert von leicht vorspringenden Holztürmen, die in einen mit Rasenziegeln bedeckten Erdwall eingelassen waren. Das Erdreich rund um das Tor war ungewöhnlich feucht, weswegen es bei seiner Aufdeckung einige Holzfragmente noch sehr gut erhalten war. Sie bewiesen zudem den hohen Wissensstand der römischen Zimmerer wie die Verwendung von Hölzern präziser Größe zeigte. Verschlammungen, entstanden in der zweiten Hälfte des zweiten Jahrhunderts lassen darauf schließen, dass das Kastell zu dieser Zeit verlassen war.

### Kastell III
Das Steinkastell wurde im späten zweiten oder frühen dritten Jahrhundert erbaut (165-200), fast exakt über den beiden ursprünglichen Holz-Erde-Kastellen und wieder mit denselben Spielkartengrundriss. Eines seiner Innengebäude wurde irgendwann nach 165 im südöstlichen Bereich zusammen mit einer Lagerstraße errichtet. Auch Holzbauten waren wieder nachzuweisen. Diese wurden später ebenfalls durch Steinbauten ersetzt. Im dritten Jahrhundert scheint das Kastell noch einmal vergrößert worden zu sein; bei Ausgrabungen in der Abbey Street und in der Castle Street wurden Spuren der Kastellmauer, die noch weiter südlich der Verteidigungsanlagen der Holz-Erde-Kastelle I und II stand, beobachtet. Es könnte sich aber dabei auch um einen Anbau (Annex) handeln. Eine Nutzung des Lagers durch das reguläre Militär ist bis ca. 330 gesichert, sein weiteres Schicksal danach ist ungewiss. Bei den Kasernen wurden vereinzelt Spuren einer Reihe von grob ausgeführten Steinfundamentierungen unbekannter Zweckbestimmung beobachtet, die aus dem späten 4. Jahrhundert stammen. Funde von Münzen und Keramik zeigten, dass es wohl bis in das 5. Jahrhundert hinein benutzt wurde. Der Innenbereich des Steinkastells war bei seiner Aufdeckung mit einer dicken Humusschicht bedeckt, ein Indiz dafür, dass dort danach über einen langen Zeitraum keine Menschen gelebt hatten.

## Garnison
Luguvalium war vermutlich vom 1. bis zum späten 4. Jahrhundert mit regulären römischen Soldaten besetzt. Es beherbergte während seines Bestehens mehrere Vexillationen, die von den in Britannien dauerhaft stationierten römischen Legionen oder Auxiliareinheiten herausgezogen wurden. Zeitweise standen dort wohl bis 1500 Soldaten. Die Soldaten der Legio II, VIIII und XX dürften somit – im Rahmen ihrer Tätigkeit als Bauvexillationen – zu den ersten Besatzungseinheiten des Kastells gezählt haben. Insbesondere der Umbau zum Steinkastell erforderte spezialisierte Handwerker, die für gewöhnlich nur bei den Legionen und nicht bei den Auxiliaren, die später hier in Garnison lagen, zu finden waren. Legionäre wurden für die Errichtung der meisten Festungsbauten des Reiches eingesetzt und nach ihrer Fertigstellung von dort wieder abgezogen. Es ist jedoch wahrscheinlich, dass sie in Luguvalium bis ins 4. Jahrhundert stationiert waren und dort als Nachschublogistiker eingesetzt wurden.
Der Standort wird u. a. auch in einem Text der Vindolanda-Tafeln erwähnt. Claudius Karus bittet darin Flavius Cerialis, dem Standortkommandanten in Vindolanda, um dessen Unterstützung für die Bewerbung des Brigonius: „Ich bitte dich, ihn als Annius Equester für Luguvalium zu empfehlen…“, d. h. dem für die Region zuständigen Vorstand der Militärverwaltung (auch centurio regionarius). Dieser Offizier kommandierte eine Truppe Regionarii, verdiente Soldaten, die aus anderen Einheiten abkommandiert worden waren, um die erforderlichen Überwachungs- bzw. Polizeiaufgaben in den ihnen zugewiesenen Militärsprengel (regio) wahrzunehmen. Dies könnte bedeuten, dass Brigonius auch für die Organisation und Administration des westlichen Sektors der Stanegate-Grenze verantwortlich war. Brigonius ist ein keltischer Name, es ist sogar wahrscheinlich, dass er ein Angehöriger der hier ansässigen Briten war. Ein Annius Equester führte u. a. Volkszählungen durch. Wenn die Römer ihre Herrschaft über ein neu erobertes Gebiet konsolidierten, bestand eine ihrer ersten Maßnahmen darin, die Anzahl der indigenen Bevölkerung in Steuerlisten zu erfassen. Er sollte daher über die Verhältnisse vor Ort gut Bescheid wissen.
Folgende Einheiten waren in den Kastellen von Luguvalium stationiert oder könnten sich für eine begrenzte Zeit dort aufgehalten haben:
| Zeitstellung                  | Truppenname | Beschreibung |
| ----------------------------- | --- | --- |
| 1. Jahrhundert n. Chr.        | Legio secunda Augusta („die zweite Legion des Augustus“)                                                                     | Ein Altar aus Carlisle wurde von der Legion der Concordia (Eintracht) gewidmet. Eine andere Widmung dieser Art stammt aus Coriosopitum, in diesem Fall von Angehörigen der Sechsten und der Zwanzigsten, von denen Vexillationen im 3. Jahrhundert dort stationiert waren. Dieser Altar deutet darauf hin, dass die Abteilungen der Zweiten und Zwanzigsten gemeinsam in Carlisle kaserniert waren. |
| 1. Jahrhundert n. Chr.        | Legio VIIII Hispana („die neunte Legion der Hispanier“)                                                                      | Etwa 8 km südlich von Carlisle, in Scalesceugh, wurden 1921 Ziegelstempel dieser Legion entdeckt. Vermutlich hielt sie sich in der flavischen Ära in Carlisle auf und erbaute dort das Holz-Erde-Kastell I. Die Legio VIIII wurde um 120 n. Chr. aus Britannien abgezogen. |
| 2. bis 3. Jahrhundert n. Chr. | Legio Vicesimae Valeria Victrix Antoniniana („die zwanzigste valerische Legion die starke und siegreiche, die Antoninische“) | Vermutlich erbauten Soldaten dieser Legion das Holz-Erde-Kastell II. Der Ehrentitel Antoniniana wurden ihr unter Kaiser Caracalla (213–217 n. Chr.) oder Elagabal (218–222 n. Chr.) verliehen. Ein Altar aus Carlisle (von 213 oder 222) für die obersten römischen Götter und Göttinnen wurde vom Tribun Marcus Aurelius Syrio, Sohn des Marcus, aus der Stadt Ulpia Nicopolis in der Provinz Thrakien, gewidmet. Ein weiteres – beschriftetes – Altarfragment könnte ebenfalls von dieser Legion in Auftrag gegeben worden sein. |
| 1. Jahrhundert n. Chr.        | Ala Gallorum Sebosiana („das erste Reiterschwadron der Gallier des Sebosius“)                                                | In den frühesten Schichten des Kastells kamen in Vindolanda eine große Anzahl von hölzernen Schreibtafeln ans Tageslicht. Die darin enthaltenen Texte deuten daraufhin, dass diese Reitertruppe zur Zeit der Flavier als Besatzung (Auxilia) in Carlisle gelegen haben könnte. |
| 2. Jahrhundert n. Chr.        | Ala prima Augusta Gallorum Proculeiana („das erste augusteische Reiterschwadron der Gallier des Proculeius“)                 | Eine Inschrift auf einen Herkulesaltar, der in Carlisle gefunden wurde und auf die Regierungszeit von Commodus (176–192 n. Chr.) datiert wurde, bezieht sich auf die erfolgreiche Abwehr eines Barbarenangriffs durch diese Reitereinheit. |

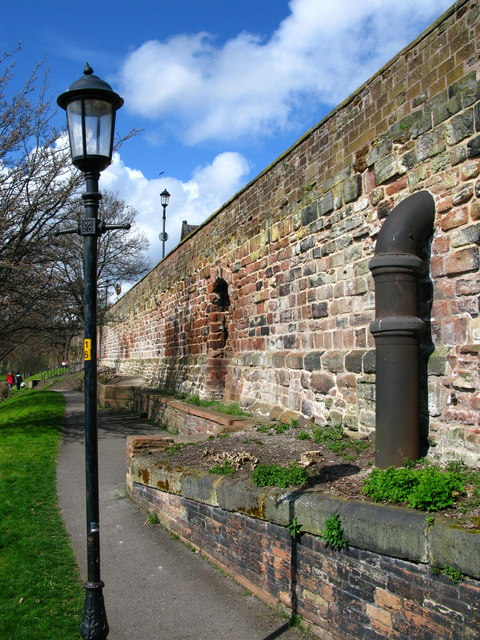
Ansicht der mittelalterlichen Westmauer

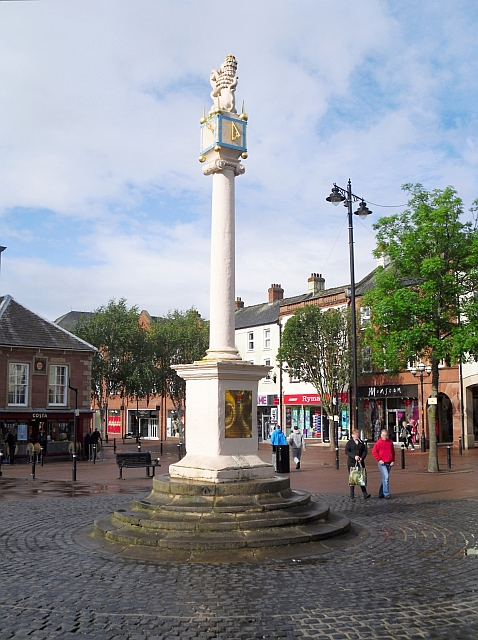
Market Cross, mutmaßlicher Standort des Forums der Zivilstadt

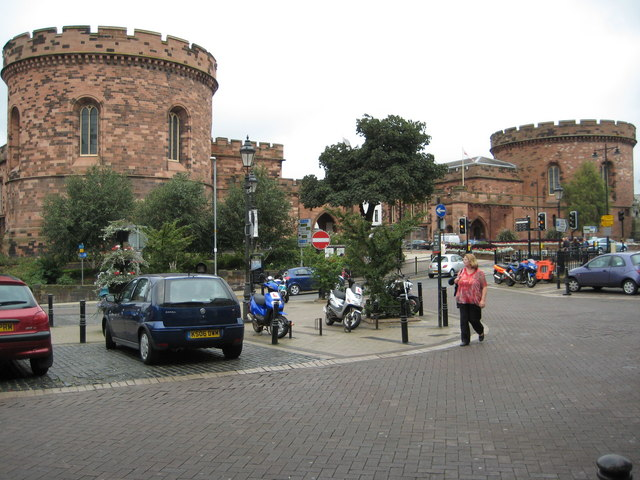
The Citadel, Standort des Südtores der Zivilstadt

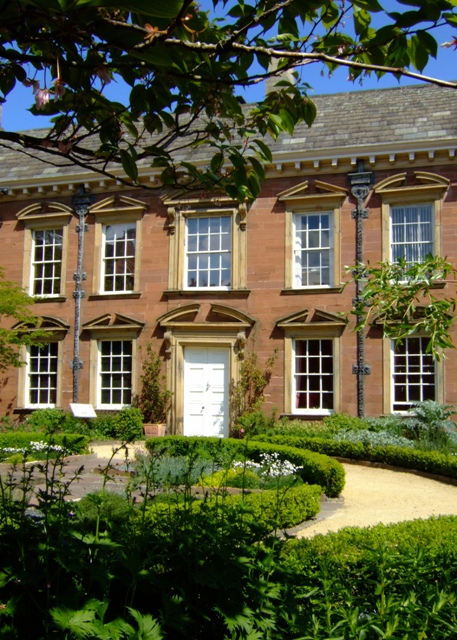
Tullie House Museum

| 2. Jahrhundert n. Chr.        | Ala Gallorum Petriana („das erste Reiterschwadron der Gallier des Petra“)                                                    | Zwanzig Jahre später stand dort eine weitere Reitereinheit. Nachdem sie auf über 1000 Soldaten aufgestockt worden war (Ala miliaria), wurde sie nach Stanwix bzw. an den Hadrianswall versetzt. In Carlisle wurde eine Weiheinschrift, gestiftet vom Präfekten Luca, gefunden. |
| 4. bis 5. Jahrhundert n. Chr. | Limitanei („Grenzwächter“)                                                                                                   | Laut der für den Hadrianswall relevanten Truppenliste in der Notitia dignitatum lag im Luguvallii des späten 4. Jahrhunderts eine namentlich nicht bekannte Einheit der spätrömischen Grenztruppen, die unter dem Kommando des Dux Britanniarum stand. Da die Truppe noch in diesem spätantiken Dokument aufscheint, könnte sie bis zum endgültigen Abzug der römischen Armee dort gestanden haben. |

## Zivilstadt
Die Zivilstadt von Luguvalium wird erstmals auf Schreibtafeln, die in den 80er Jahren des 20. Jahrhunderts in Vindolanda geborgen wurden, erwähnt. Auch die punktuellen Ausgrabungen in der Altstadt haben eindeutig das Vorhandensein einer extramuralen Zivilsiedlung bestätigt, die vielleicht schon seit der flavischen Zeitperiode bestand. Im Laufe der Römerzeit entwickelte sich die Siedlung zu einer kleinen Stadt, die sich südlich und östlich des Kastells erstreckte. Es besteht kein Zweifel daran, dass Luguvalium vor allem aufgrund der lang anhaltenden Präsenz des römischen Militärs gedieh, zunächst am Südufer des Eden und später auch weiter im Norden, wo sich im Bereich zwischen dem Wallkastell Uxelodunum (Stanwix) und dem Fluss eine weitere kleinere Siedlung entwickelte. Ansonsten gibt es nur sehr wenige Hinweise auf Siedlungsaktivitäten westlich des Caldew. Leider ist über die Stadt und die darin enthaltenen Gebäudetypen, obwohl sie eine beträchtliche Größe hatte, nur sehr wenig bekannt. Wie Coriosopitum im Osten, begann auch Luguvalium als Kastell des ersten Jahrhunderts und beide hatten auch weiterhin einen Militärstandort im Zentrum. Trotz ihrer fortgesetzten militärischen Bedeutung war das zivile Element dieser Siedlungen im späten zweiten Jahrhundert immer wichtiger und wirtschaftlich prosperierend geworden: genug, um Luguvalium kurz danach zur civitas zu erheben. Es waren Städte, die eher planmäßig angelegt wurden, als dass sie sich auf natürliche Weise entwickelten. Die Straßen wurden in einem regelmäßigen Raster angeordnet, sie wurden u. a. mit einer Basilika, einem Forum, einem öffentlichen Bad und fließendem Wasser ausgestattet. Ob diese Einrichtungen immer alle auf Initiative des römischen Staates errichtet wurden, ist noch umstritten.

### Verwaltung
Die Stadt wurde wahrscheinlich im frühen 3. Jahrhundert (unter Septimius Severus) zur Metropole der Carvetii, zur Civitas Carvetiorum, erhoben. Dieser „Rat der Carvetii“ wird zum ersten Mal während der Herrschaft des Severus Alexander (222-235) schriftlich bezeugt, er trat mit ziemlicher Sicherheit in der Stadt zusammen. Es ist weiters wahrscheinlich, dass ihr aufgrund der zahlreichen römischen Veteranen, die hier lebten und auch durch Inschriften belegt sind, ein Stadtrecht zweiter Ordnung (Municipium) verliehen wurde. Von einem undatierten Grabstein aus Voreda (Old Penrith) ist auch ein hoher Verwaltungsbeamter der Civitas Carvetii bekannt, Flavius Martius, der als Ratsherr (Senator) und Quaestor der Carvetii gedient hatte und 45 Jahre alt wurde. Im Laufe der Zeit fanden verschiedene Änderungen in den Funktionen und Titeln der Stadt- und Gemeindeverwaltung statt. Zum Beispiel wurden Ratsmitglieder im späteren Kaiserreich häufiger als Curiales bezeichnet, obwohl der Decurio nie völlig außer Gebrauch kam. Gelegentlich wird ein Decurio auch als Senator bezeichnet, wie auf dem Grabstein des Martius. Das Territorium der Civitas umfasste wahrscheinlich den nordwestlichen Teil des ursprünglichen Stammesgebietes der Briganten. Die Verwaltung nach römischem Vorbild hielt sich anscheinend bis ins 7. Jahrhundert, da in der Chronik des Bede Venerabilis ein Praepositus civitatis als Vorsteher der Stadt erwähnt wird.

### Bevölkerung
Wie viele Menschen zu seiner Blütezeit in Luguvalium Carvetiorum lebten, ist unbekannt. Hierüber können nur grobe Schätzung vorgenommen werden. Höhepunkte der Bevölkerungsentwicklung waren sicher die Gründungsphase und die Feldzüge des Agricola bis 80 n.Chr., der Abzug der Armee aus Schottland sowie die Konsolidierung der Stanegategrenze von 139–140. Militärpersonal wurde vor allem zwischen 122 und 160, nach Fertigstellung des Hadrians- und Antoninuswalls abgezogen. Letztmals dürfte es wohl während der schottischen Kampagnen der Severer (208–211) zu einem größeren Bevölkerungswachstum gekommen sein. Die Erkenntnisse der Archäologie verdeutlichen jedenfalls (es wurden u. a. Inschriften in griechischer und lateinischer Sprache gefunden), dass die Römerstadt in der Zeitspanne ihres Bestehens einer der geschäftigsten und kosmopolitischen Orte in Nordbritannien war.

### Stadtmauer
Der Grundriss der römischen Stadt ähnelte einen langgezogenen, sich etwas nach Südosten ziehenden, vermutlich 28 – 30 Hektar großen Dreieck, er veränderte sich bis in die frühe Neuzeit nur unwesentlich. Die erste Befestigung der Stadt scheint nur aus einer Palisade und einem Graben bestanden zu haben. Sie dienten vermutlich nur als Zugangssperre um Zölle von den Durchreisenden zu erheben. Wann sie mit einer Steinmauer befestigt wurde, ist nicht bekannt. In denjenigen Städten, in denen sich römische oder angelsächsische Verteidigungsanlagen noch gut erhalten hatten, wurden diese für gewöhnlich immer wieder repariert und weiter genutzt. Es wird deshalb angenommen, dass die spätere – mittelalterliche – Stadtmauer von Carlisle zum größten Teil noch der Linie der römischen Mauer folgte. Möglich wäre aber auch, dass die Stadt nie vollkommen umwehrt war (McCarthy).

### Straßensystem
Die nord-südliche Hauptstraße (cardo maximus) ging vom Südtor des Kastell I aus und reichte zumindest bis zur Blackfriars Street/Botchergate an deren nördlichen Ende die Straße begleitende Portiken nachgewiesen werden konnten. Die mutmaßliche Ost-West-Achse (decumanus maximus) der römischen Stadt wird durch die Castle Street markiert. Eine zweite, vom Forum ausgehende, von Nordwest nach Südost verlaufende Straße, die sich teilweise unter der heutigen Scotch Street befindet, führte nach Uxelodunum (Stanwix), wo man auf einer Brücke den Eden überqueren konnte.

### Wasserversorgung
Das eindrucksvolle Aquädukt samt Brunnen, die Sankt Cuthbert im 7. Jahrhundert noch gesehen haben will, konnten archäologisch noch nicht erfasst werden. Ein steinerner Wassertank im Portikus eines Gebäudes, das beim Tullie House freigelegt wurde, könnte daraus gespeist worden sein. Die Wasserquelle dazu befand sich wahrscheinlich auf einer Hochebene im Süden der Stadt.

### Innenbebauung
Die Gebäude reihten sich im Wesentlichen entlang der drei Hauptstraßen auf. Größere Ausgrabungskampagnen, insbesondere die Grabungen in The Lanes, lieferten wichtige Informationen über die Bebauung der römischen Stadt. Zuerst wurden auf ihrem Areal große Holzgebäude errichtet, die wahrscheinlich noch rein militärischen Zwecken dienten. Die Westseite des Stadtareals wurde anfangs nur von Zivilisten genutzt, später wurde es im Osten offensichtlich von der Armee vollständig geräumt und ebenfalls den Zivilisten überlassen. Die Militärbauten wurden planiert und darüber neue Gebäude errichtet. Holzbauten aus der Zeit vor 150 n. Chr. standen in der Keays Lane, darunter eine Art Praetorium, das aber offensichtlich nur kurze Zeit in Verwendung stand. Wie im Kastell III wurden die ersten Steingebäude im späten zweiten bis frühen dritten Jahrhundert errichtet.
In der Scotch Street befand sich vermutlich ein Tempelbau. In der Annetwell Street stieß man auf Reste von Holzgebäuden des 2. Jahrhunderts, welche unter den Severern ebenfalls durch Steinbauten ersetzt wurden. Sie ähnelten Kasernenblocks und waren durch Straßen voneinander getrennt. Man nimmt an, dass sie zu einer Art Militärenklave oder Arsenal zählten, vergleichbar den Legionsquartieren in Corbridge. Zusätzlich kamen Funde ans Tageslicht (Ziegelstempel, Inschriften, Architekturfragmente) die sich auf die drei in Luguvalium nachweisbaren Legionen zurückverfolgen lassen. Das politische, juristische, ökonomische und religiöse Zentrum der Stadt, das Forum, befand sich wahrscheinlich am heutigen Market Cross. In der English Street stieß man auf Funde, die auf einen Tempelbezirk hindeuten. Inschriften bestätigen, dass in der Stadt ein Mithräum und möglicherweise auch ein Tempel des keltobritischen Gottes Belatucadros/Mars stand. Andere Ausgrabungen haben den Standort eines großen spätrömischen Badehauses (thermae) unter der viktorianischen Markthalle im Zentrum der heutigen Altstadt und teilweise gut ausgestattete Wohnhäuser mit Hypokausten in der Keays Lane aufgedeckt. Es wurde im 3. und 4. Jahrhundert mehrmals umgebaut. Der dortige Vorgängerbau ähnelt einer Markthalle mit einem oder mehreren Tholoi, wie sie im afrikanischen Leptis Magna zu sehen sind. Dieses Haus bestand zeitgleich mit einem – bemerkenswert langlebigen – Fachwerkbau in einer nach Norden führenden Gasse die bis zum Ende des 4. Jahrhunderts bestand.
Im Zentrum der heutigen Altstadt (Kreuzung Castle- und Fisher Street) wurde bislang ein einziges massives – 55 × 13 Meter messendes – Steingebäude mit ca. 2 m dicken Wänden aus der Spätantike näher untersucht. Es wurde im Westen von einer möglichen Straße flankiert, die parallel zur Hauptachse zwischen Nordwesten und Süd verläuft. Dieses Gebäude, in der Nähe des mutmaßlichen antiken Stadtzentrums könnte eine öffentliche Funktion gehabt haben, möglicherweise wurde es für administrative Zwecke genutzt. Die Entdeckung von 12,2 × 67 m großen, spätrömischen Streifenhäusern an der Blackfriars Street bestätigt die Kontinuität der Besiedlung bis weit ins 5. Jahrhundert hinein.

### Poströmische Zeit
Wie so oft ist das Wissen über die frühmittelalterlichen Aktivitäten in ehemaligen Römerstädten nur äußerst begrenzt. In der Blackfriars Street wurden die spätrömischen Streifenhäuser schließlich von hallenartigen Bauten abgelöst, deren Merkmale in der Forschung als angelsächsisch bezeichnet werden. Obwohl eine genaue Datierung unmöglich war. Es gibt auch Hinweise darauf, dass im 7. Jahrhundert noch einige Elemente der römischen Infrastruktur existierten, wie z. B. das antike Wasserleitungssystem. Darüber hinaus erwähnt Beda Venerabilis in seiner Chronik ein Nonnenkloster und möglicherweise noch eine weitere Abtei, die vielleicht mit der frühen St. Cuthbert's Kirche in Verbindung stand. Die Kirche selbst scheint noch auf das römische Straßennetz ausgerichtet worden zu sein (von Ost nach West), auch die diesbezüglichen Funde konzentrieren sich an der Linie der ehemaligen, von Nordwest nach Südost verlaufenden Hauptstraße der Römerstadt. Dieser Befund schließt auch Münzen ein, die auf das 8. und 9. Jahrhundert datieren.

## Wirtschaft
Der Wohlstand der Zivilstadt beruhte wahrscheinlich ausschließlich auf den Handel und die Versorgung der Besatzungen des Hadrianswall's mit Gütern des täglichen Bedarfs. Wenn sie jemals wirklich zu bedeutenden Handels- oder Verwaltungszentren für die indigenen Briten des Umlandes wurden, dann frühestens nach 200 n. Chr. Villa rustica und andere Anzeichen für die Erschließung des Landes durch eine romanisierte Elite fehlen bis heute in ihrem Hinterland. Ein Großteil der wirtschaftlichen Aktivitäten ihrer Bewohner wurden wohl im Auftrag der Armee durchgeführt, die in der einen oder anderen Eigenschaft für sie tätig waren. In Botchergate und Rickergate wurden direkt an der Straßenfront stehende (mehrphasige) Holz- und Fachwerkgebäude, Grenzgräbchen der Parzellen, einzelne Bestattungen und Hinweise auf handwerkliche Aktivitäten freigelegt. Gebäude und Funde konnten in den Zeitraum zwischen dem frühen dritten bis zum vierten Jahrhundert n. Chr. datiert werden. Zu den örtlichen Wirtschaftstätigkeiten zählte u. a. die Kupfer- und Lederverarbeitung. Luguvalium ist auch der einzige Ort des römischen Britanniens, in dem ein Ausbildungszentrum für Steinmetze nachgewiesen werden konnte. Diese schufen u. a. Grabsteine aus lokalem Sandstein, von denen einige in den umliegenden romanisch-britischen Siedlungen wie Old Carlisle und Bowness aufgefunden wurden. Es war von der Antoninischen Zeit bis in das 3. Jahrhundert hinein in Betrieb. Etwa 150 Meter östlich des Kastells, in der Fisher Street, stieß man auf eine größere Töpferei aus dem späten ersten oder frühen zweiten Jahrhundert. Am Gräberfeld vom Botchergate wurden in der Mitte des 2. Jahrhunderts Zeit zwei kreisförmige Werkstättengebäude errichtet, die entweder zur Metall- und Glasverarbeitung oder zum Färben von Textilien verwendet wurden. Die jüngsten Grabungen im Norden des antiken Stadtareals offenbarten Hinweise auf Eisen- und Bleiverarbeitung. Luguvalium als typische Grenzstadt erwirtschaftete einen großen Teil seines Wohlstands aber nicht nur durch Warenproduktion für die Garnisonsoldaten des Walls, sondern wohl auch durch den reichsweiten Fernhandel über das gut ausgebaute Straßennetz. Handelsbeziehungen existierten nicht nur nicht nur mit dem benachbarten Coria (Corbridge), sondern auch mit Viroconium (Wroxeter) in Wales und sicher auch mit Städten in Provinzen am Kontinent wie z. B. Carnuntum, wo die Bernsteinstraße von der Ostsee kommend die Donau querte und bis Norditalien reichte. Ausgrabungen in der Old Grapes Lane brachten in menschlichen Nahrungsrückständen Reste von Koriander, Schlehe, Zwetschgen, Kirschen, Apfel/Birne, Walnüsse, Oliven, Trauben, und Linsen zutage. Das Vorhandensein dieser damals für die Region exotischen Früchte, beweist die weitverzweigten Handelsbeziehungen und garantierten damit auch die Verfügbarkeit solcher Luxusgüter in den weit abgelegenen Stützpunkten des römischen Nordenbritanniens. Kaufleute konnten in Luguvalium epigraphisch nachgewiesen werden. Ein griechischer Händler, Flavius Antigonus Papias, wahrscheinlich ein Armeelieferant, wurde hier im frühen 2. Jahrhundert n. Chr. bestattet.

## Gräberfeld
In Carlisle wurden auch zahlreiche römische Bestattungen entdeckt. Da es streng verboten war, Verstorbene innerhalb der Stadtmauern zu begraben, legte man die Gräber an den Straßenrändern an. In Carlisle waren sie entlang der großen Ausfallstraßen aufgereiht. Auf diese Weise ließ sich auch der Verlauf dieser Straßen im römischen Luguvalium bestimmen. Zwei Gräberfelder befanden sich vermutlich entlang der Hauptstraße (Castle Road), die von Osten nach Westen führte. Das größte erstreckte sich entlang beider Seiten der heutigen London Road vom Südtor entlang Bothchergate, William Street bis Gallows Hill. Dieses Gräberfeld markiert wahrscheinlich den Verlauf der Fernstraße, die in den Südwesten nach Old Carlisle, Papcastle und von dort weiter zur cumbrischen Küste führte. Einzelne Gräber fanden sich noch am Murrell Hill und in Botcherby. Insgesamt wurden über 30 Brandbestattungen (ustrina) und Skelettgräber freigelegt. Zu den Funden zählten u. a. ein steinerner Löwe, eine Säule in Form eines Tannenzapfens umwunden von einer Schlange, einige kleinere Skulpturenfragmente, Holz- oder Bleisärge, Steinsarkophage und mit Steinplatten oder Ziegeln ausgekleidete Gräber. Die Asche der Feuerbestattungen wurden in Urnen aus Ton, Blei und Glas begraben. Die meisten dieser Funde werden heute im Tullie House Museum ausgestellt. Von Grabinschriften sind auch die Namen einiger Bewohner der antiken Stadt bekannt geworden. Darunter der Grieche Flavius Antigonus Papias, verstorben mit 66 Jahren und bei seinem Tod vermutlich Christ, ein Mann namens Malrius Martialis, Anica Lucilla die 55 Jahre lebte, Aurelia Senecita, die 20 Jahre lebte, ein unbekannter Soldat und ein ebenfalls namentlich unbekannter Verstorbener der 35 Jahre alt wurde. Ein anderer Grabstein wurde für Aurelia Aureliana (gestorben mit 41 Jahren) von Ulpius Apolinaris gesetzt. Die weibliche Figur auf dem Grabstein der mit nur drei Jahren verstorbenen Vacia trägt eine lange Tunika mit Gürtel und einen Umhang. In der rechten Hand hält sie vermutlich Weintrauben. Er lag noch auf ihrem Eichensarg und stammt aus der Mitte des dritten Jahrhunderts. Der Stein wurde vermutlich schon vorgefertigt gekauft, da das Relief eine Person zeigt, die eindeutig älter ist als das im Text angegebene Kleinkind. Gefunden wurde er am Bowling Green, an der Ostseite des Nordendes der Lowther Street (jetzt im Tullie House Museum). Ein unbeschrifteter Grabstein vom Murrell Hill ist ein schönes Beispiel für die damalige provenzialrömische Kunst. Er zeigt eine Mutter, die in eine lange Tunika gekleidet in einem Stuhl sitzt, mit einem geöffneten Fächer in der rechten Hand hält. Neben ihr steht ein Kind, das einen Vogel auf seinem Schoß streichelt. Das Christentum ist durch einen Grabstein und einen goldenen Ring mit einem eingeschnittenen Palmzweig und dem Schriftzug AMA ME vertreten, diese Religion hatte aber wohl eher für das poströmische Carlisle Bedeutung.

## Marschlager und Signalstationen
Im Nahebereich von Carlisle konnten mehrere temporäre Marschlager und Wachtürme nachgewiesen werden.
| Bodendenkmal    | Beschreibung |
| --------------- | --- |
| Nowtler Hill I  | Die Existenz von zwei römischen Befestigungen, 300 m voneinander entfernt auf dem Nowtler Hill, etwas mehr als 1 km südwestlich von Grinsdale, ist schon seit fast zwei Jahrhunderten bekannt. Lagepläne von ihnen wurden erstmals um 1800 von Daniel Lysons angefertigt. Die Befestigungen wurden auch 1840 von John Hodgson erwähnt. In den frühen 1850er Jahren wurden ihre noch sichtbaren Reste durch Pflüge vernichtet. Bis 1938 waren sie komplett verschwunden. Zwischen 1945 und 1949 konnten sie aus der Luft wiederentdeckt werden. Das Marschlager befand sich auf der höchsten Punkt des Nowtler-Hill, einer etwa 35 m hohen, abgerundeten Erhebung, die Teil eines nach Nordosten ragenden Geländesporns ist, der das Tal des Eden überragt. Diese Position gewährt einen guten Ausblick in alle Himmelsrichtungen, insbesondere über das Hinterland des Hadrianswalls. Der Erdwall dieses relativ kleinen Lagers umschloss eine Fläche von ca. 0,5 ha. Der Grundriss ist nicht exakt rechteckig, die Nordwest- und Südostseite messen 78 m bzw. 73 m und die Nordost- und Südwestseite 64 m. Die West und Ostecke ist abgerundet, die der Nord- und Südecke leicht spitz zulaufend. Die Titulumatore befinden sich auf der Nordwest-, Südost- und Nordostseite, wobei die beiden ersteren von vorgelagerten Wällen (Clavicula) gesichert waren. Obwohl auf Luftbildern, aufgrund der Nähe zur modernen Autostraße, der Wall auf der Nordostseite nicht mehr sichtbar ist, wird seine Existenz sowohl von Lysons als auch von MacLauchlan bestätigt. Lysons Aufzeichnungen stimmen jedoch nicht mit den älteren Berichten überein, da seine Beschreibung ein Titulumtor auf der SW-Seite angibt. Vermutlich ein Irrtum, da der umlaufende Wehrgraben auf Luftbildern deutlich als durchgehend zu erkennen ist. Es ist jedoch möglich, dass dies auf die Anlage eines Drainagegrabens zurückzuführen ist. |
| Nowtler Hill II | Das Lager II befindet sich etwa 300 m südwestlich von Lager I, auf einem sehr sanft ansteigenden, nach Südwesten laufenden, 35 m hohen Hang, unmittelbar südwestlich von Nowtler Hill. Ein breiter niedriger Geländesattel verbindet ihn mit dem Areal des Lagers I. Seine Position bietet einen weitreichenden Blick in alle Himmelsrichtungen, außer nach Nordosten. Das ansteigende Gelände des Hügels schränkt hier den Blick über das Lager I hinaus ein. Die flächenmäßig sehr kleine Befestigung hatte einen rechteckigen Grundriss der nach Ost-Süd-Ost nach West-Nord-West ausgerichtet war. Das umwehrte Areal misst etwa 57 × 39 m und bedeckt eine Fläche von etwa 0,2 ha. Laut Daniel Lysons wurde der umlaufende Wehrgraben an allen vier Seiten von Zugangswegen zu den Claviculatoren unterbrochen, die jeweils von einem vorgelagerten Wall gesichert wurden (tutuli). An drei Seiten wird dies durch die Luftaufnahmen bestätigt, aber Hinweise auf einem Erddamm auf der Ost-Süd-Ost-Seite wurden durch Pflanzung einer neuzeitlichen Hecken zerstört, die genau ihr Zentrum durchschneidet. |
| Golden Fleece   | Dieses Lager befindet sich 300 m östlich des Weilers Golden Fleece und 5 km südöstlich von Carlisle, auf einem etwa 70 m hohen Geländeplateau. Es stand am sanft abfallenden nordwestlichen Hang eines breiten Geländekamms der sich von Nordosten nach Südwesten zieht. Von dort aus und überblickt man einen schmalen Wasserlauf der in den Petteril mündet, sowie den Norden und Nordwesten des Flusstals. Die Römerstraße von Carlisle nach Old Penrith (Voreda), die etwa 450 m südwestlich des Geländes verläuft, ist ebenfalls noch in Sichtweite. Das Lager war nach SSO ausgerichtet und bedeckte eine Fläche von 0,5 ha. Seine Seiten verlaufen nicht genau parallel zueinander, obwohl es keinen topografischen Grund dafür zu geben scheint. Die West-Ecke ist rechtwinklig, dennoch ist der südliche Graben etwas kürzer geraten als an der Nordseite. Der Südwall war 2,5 m höher als der auf der Nordseite, er verlief direkt auf dem Geländekamm. Es sind noch vier Titulum-Tore auszumachen, von denen drei durch etwa 8 m vorgelagerte Erdwälle (clavicula) gesichert waren. Das Westtor ist nur noch sehr schwach erkennbar. Das Lagerareal ist durch fischgrätartig angelegte Drainagegräben gestört die ebenfalls auf Luftbildern zu sehen sind. |
| Barrockside     | Das Lager stand auf der östlichen Seite des Petteril-Tals, etwa 520 m südöstlich der Barrockside Farm und etwas mehr als 1 km nordwestlich von Low Hesket. Die Römerstraße von Old Penrith nach Carlisle führt etwa 600 m von hier nach Osten. Das Lager, das eine Ausrichtung von Nord nach Süd aufweist, befindet sich auf einem 80 m hohen Geländegrat, der sanft nach NO abfällt. Ein kleiner Bach, der heute zum größten Teil verrohrt ist, verläuft ein kurzes Stück entlang der Ost-Seite des Lagers und biegt dann unmittelbar nördlich des Lagers nach Nordwesten ab, um schließlich in den Petteril einzumünden. Vom Lager aus kann man weit nach Nordwesten, Westen und Süden entlang des Petteril sehen. Die Sicht Richtung Norden, Nordosten und Süden sind durch Bergrücken eingeschränkt. Im Süden versperrt ein 300 m hoher Geländekamm den Blick. Der Grundriss des Lagers ist unregelmäßig und nach Süden ausgerichtet. Umgeben war es von einem Wehrgraben. Es gibt keinen offensichtlichen topografischen Grund für die etwas asymmetrische Form des quadratischen Lagers, das eine Fläche von ca. 0,8 ha bedeckt. Die Nordseite misst 72 m, die Ost- und Westseite zwischen 102 und 103 m. Die Südseite ist 5 m kürzer als die fast parallel zu ihr verlaufende Nordseite. Diese neigt sich in ihrem Verlauf leicht nach innen. Die Ost- und Westseite, beide ungefähr 107 m lang, laufen ebenfalls nicht ganz parallel zueinander. Die NW- und SO-Ecke sind abgerundet und die NO und SW-Ecke jedoch leicht spitz. Der Westgraben ist ca. 30 m vom Abhang zur Talseite entfernt. Alle vier Seiten scheinen von einem Tor durchbrochen gewesen zu sein. Ein Grabenübergang ist nur am Südtor zu erkennen. |
| Plumpton Head   | Das Lager ist heute nur noch anhand von Bodenerhebungen zu erkennen. Die Existenz eines Lagers in diesem hügeligen Gelände, unmittelbar nordwestlich des gleichnamigen Weilers ist schon seit langem bekannt. Doch erst in den 1970er Jahren gelang es der RCHME mit detaillierten Felduntersuchungen und der Aufnahme von Luftbildern, seinen vollständigen Grundriss zu ermitteln. Es liegt im Tal des Petteril, auf einem zwischen 130 m und 137 m hohen Plateau, 60 m westlich der römischen Straße von Eboracum (York) nach Luguvalium und nur 3,1 km südlich des Kastells Voreda (Old Penrith). Diese Position bietet einen guten Ausblick in alle Himmelsrichtungen, insbesondere nach Westen, das vom angrenzenden Abschnitt der Römerstraße jedoch nicht einsehbar ist. Die Verteidigungswälle des Lagers umschließen sein Areal in Form eines unregelmäßigen Vielecks. Das Lager bedeckt eine breite von Nord nach Süd ziehende Talsenke. Es umschloss eine Fläche von etwa 9,5 Hektar. Seine etwa 350 m lange Westseite verläuft parallel zu einem Geländekamm, der sich nordwestlich vom Rand des Überschwemmungsgebiet des Petteril bis zu einem Punkt in der Nähe des Flussufers erstreckt. Dieser markiert die NW-Ecke des Marschlagers. Die nördliche Seite des Lagers, die bis auf sein westliches Ende überwiegend eben ist, ist die unregelmäßigste von allen. Sein östlicher Abschnitt verläuft in zwei getrennten Abschnitten, und sein zentraler Teil krümmt sich ungewöhnlich abrupt um etwa 35 m nach Süden. Diese Ablenkungen sollten wohl den dort sehr sumpfigen Boden umgehen. Der noch gut sichtbare Wehrgraben auf der Ostseite des Lagers, der etwa 170 m lang ist, wird von drei relativ eng beieinander liegenden, ungewöhnlich breiten Titulum-Toren unterbrochen, die jeweils durch einen vorgelagerten Wall (clavicula) geschützt sind, die sich ungefähr 18 m vom Lagerwall befinden. Der Südwall des Lagers ist nur noch schwach erkennbar, er war ungefähr 330 m lang, einschließlich einer leichten Abweichung etwa 50 m östlich der südwestlichen Ecke. Die Tatsache, dass das Lager nicht an der Römerstraße ausgerichtet ist, könnte darauf hinweisen, dass es vor Anlage der Straßentrasse erbaut wurde. |
| Wrey Hall       | Geländeerhebungen, die auf einen römischen Wachturm hindeuteten, wurden auf einer Luftaufnahme von 1946 entdeckt und am 17. März 1951 von Richard Bellhouse ausgegraben. Der Turm lag westlich des sechsten Meilensteins an der Straße von Carlisle nach Penrith, in der Nähe von Wreay Hall. Die Befunde ergaben einen quadratischen Graben mit abgerundeten Ecken, der durch einen breiten Geländestreifen (mit den Überresten eines aufgeschütteten Hügels) von einem äußeren kreisförmigen Graben getrennt war. Anhand der dort aufgefundenen Keramik identifizierte Ian Richmond die Turmstelle als Signalstation aus dem 4. Jahrhundert. 1958 wurde unter den Schichten der Signalstation noch ein kleines temporäres Marschlager beobachtet. Seine gesamte NW- und SW-Seite sowie ein Abschnitt der NO-Seite konnte nachverfolgt werden. |